# Golov snop
Golov snop ili fasciculus gracilis Golli je neuronske put unutar kičmene moždine, koji šalje epikritične i proprioceptivne informacije, naročito iz donjih udova do mozga. On pripada pripada zadnjim putevima zadnje kolumne kičmene moždine.

## Poreklo naziva
Eponim — Fasciculus gracilis Golli nosi ime švajcarskog neuroanatoma Fridriha Gola koji 1860. prvi opisao ovu anatomsku strukturu kičmene moždine.

## Anatomija
Putevi zadnje kolumne kičmene moždine su direktni nastavaka vakana pseudounipolarnih ćelija spinalnih gangliona kičmene moždine Sistem dorzalne kolumne čine dva puta: središnji Golov snop (lat. fasciculus gracillis Golli) i lateralni Burdachi snop (lat. fasciculus cuneatus Burdachi).
Golov snop
Medijalni (fasciculus gracillis Golli) ili Golov snop čine aksoni pseudounipolarnih ćelija koji odgovaraju donjim segmentima kičmene moždine. Neprekinuta vlakna koja ulaze u produženu moždinu završavaju se u istoimenom jedru ovog snopa.
Burdachi snop
Lateralni Burdachov snop (lat. fasciculus cuneatus Burdachi) čine vlakna koja odgovaraju gornjim segmentima kičmene moždine. On je smešten lateralnije od prethodnog. Završava se u produženoj moždini na istoimenom jedru.
Golov i Burdachov snop su deo sistema za položajni senzibilitet i fini dodir. Golov snop je deo sistema za položajni senzibilitet i fini dodir, dok Burdachi snop provodi dorzalne nadražaje iz gornjeg uda i gornjeg dela trupa.

## Patofiziologija
Kod oštećenja zadnjih snopova kičmene moždine smanjuje se osećaj dodira pa je:
- Lokalizacija osećaja neprecizna (alestezija - kriva lokalizacija),
- Taktilna diskriminacija je oštećena, kao i vibracioni senzibilitet,
- Pepoznavanje dodirom je oštećeno, kao i prepoznavanje na koži napisnih brojeva.
- Javlja se osećajna ataksija.[3]

## Klinički značaj
Oštećenje leđnog stuba-medijalnog puta lemniskusa ispod tačke ukrštanja vlakana rezultuје gubitkom osećaja za vibracije i funkciju zglobova (propriocepcija) na istoj strani tela kao i lezija.
Oštećenje iznad tačke prelaska rezultuje gubitkom osećaja za vibracije i funkciju zglobova na suprotnoj strani tela od lezije.
Put se ispituje Rombergovim testom.
Oštećenje bilo kog trakta leđnog stuba može dovesti do trajnog gubitka osećaja udova. Videti Brovn-Sekardov sindrom.

## Literatura
- Hakija Bečulić, Rasim Skomorac, Aldin Jusić, Fahrudin Alić, Anes Mašović, Alma Mekić-Abazović, Osnovi kliničke anatomije centralnog nervnog sistema – Kičmena moždina (Medulla spinalis) Bilten Ljekarske komore, August 2017. broj 24.

## Spoljašnje veze
|  | Molimo Vas, obratite pažnju na važno upozorenje u vezi sa temama iz oblasti medicine (zdravlja). |